# Cai Yalin
Cai Yalin (Chinees: 蔡亚林) (Chengde, 3 september 1977) is een Chinees schutter. Op de Olympische Zomerspelen 2000 won hij de 10m luchtgeweer en verbrak toen het wereldrecord van 695.7 punten naar 696.4 punten.

## Olympische medailles
- - 10m luchtgeweer

1984: Philippe Hébérle ·
1988: Goran Maksimović ·
1992: Joeri Fedkin ·
1996: Artjom Chadzjibekov ·
2000: Cai Yalin ·
2004: Zhu Qinan ·
2008: Abhinav Bindra ·
2012: Alin George Moldoveanu ·
2016: Niccolò Campriani ·
2020: William Shaner ·
2024: Sheng Lihao